# Візоне
Візоне (італ. Visone, п'єм. Visòn) — муніципалітет в Італії, у регіоні П'ємонт,  провінція Алессандрія.
Візоне розташоване на відстані близько 450 км на північний захід від Рима, 80 км на південний схід від Турина, 30 км на південь від Алессандрії.
Населення — 1208 осіб (2014).
Щорічний фестиваль відбувається 29 червня. Покровитель — Петро (апостол).

## Демографія
Населення за роками:

Станом на 1 січня 2023 року в муніципалітеті офіційно проживало 156 іноземців з 21 країни, серед них 47 громадян країн Євросоюзу та 3 громадяни України.

## Сусідні муніципалітети
- Аккуї-Терме
- Гроньярдо
- Морбелло
- Морсаско
- Праско
- Стреві